# Аліабад (Хошкруд)
Аліабад (перс. علي اباد) — село в Ірані, у дегестані Хошкруд, у Центральному бахші, шахрестані Зарандіє остану Марказі. За даними перепису 2006 року, його населення становило 23 особи, що проживали у складі 6 сімей.

## Клімат
Середня річна температура становить 13,39 °C, середня максимальна – 32,34 °C, а середня мінімальна – -9,27 °C. Середня річна кількість опадів – 247 мм.
| Клімат поселення                              | Клімат поселення | Клімат поселення | Клімат поселення | Клімат поселення | Клімат поселення | Клімат поселення | Клімат поселення | Клімат поселення | Клімат поселення | Клімат поселення | Клімат поселення | Клімат поселення | Клімат поселення |
| Показник                                      | Січ.             | Лют.             | Бер.             | Квіт.            | Трав.            | Черв.            | Лип.             | Серп.            | Вер.             | Жовт.            | Лист.            | Груд.            |                  |
| Середній максимум, °C                         | 7,94             | 10,16            | 15,46            | 21,91            | 26,34            | 31,58            | 32,34            | 31,16            | 27,04            | 21,18            | 14,35            | 8,29             |                  |
| Середня температура, °C                       | −0,67            | 1,55             | 6,86             | 13,30            | 17,74            | 22,97            | 26,42            | 25,25            | 21,12            | 15,27            | 8,44             | 2,38             |                  |
| Середній мінімум, °C                          | −9,27            | −7,06            | −1,76            | 4,69             | 9,12             | 14,36            | 20,52            | 19,35            | 15,21            | 9,37             | 2,53             | −3,52            |                  |
| Норма опадів, мм                              | 33               | 33               | 46               | 34               | 27               | 4                | 1                | 1                | 0                | 12               | 22               | 34               |                  |
| Середньомісячна швидкість вітру, м/с          | 1.38             | 2.02             | 3.00             | 3.38             | 2.99             | 2.66             | 2.72             | 2.62             | 2.33             | 2.30             | 1.94             | 1.43             |                  |
| Середньомісячна сонячна радіація, кДж/м²·день | 8986             | 11861            | 14311            | 17873            | 21872            | 26136            | 25852            | 23475            | 19933            | 14523            | 10668            | 8661             |                  |
| --------------------------------------------- | ---------------- | ---------------- | ---------------- | ---------------- | ---------------- | ---------------- | ---------------- | ---------------- | ---------------- | ---------------- | ---------------- | ---------------- | ---------------- |
| Джерело:                                      |                  |                  |                  |                  |                  |                  |                  |                  |                  |                  |                  |                  |                  |